# Partido Conservador do Canadá (histórico)
O Partido Conservador do Canadá foi um partido político do Canadá, existente entre 1857 até 1942, quando o nome do partido mudou para Partido Progressista Conservador do Canadá. Foi o partido mais poderoso do país desde sua criação até a década de 1920, quando perdeu muita importância para o Partido Liberal do Canadá.

## Resultados eleitorais

### Eleições legislativas
| Data | Líder               | CI. | Votos     | %              | +/-   | Deputados | +/-     | Status   | Notas               |
| ---- | ------------------- | --- | --------- | -------------- | ----- | --------- | ------- | -------- | ------------------- |
| 1867 | John A. Macdonald   | 1.º | 92 722    | 34,53 / 100,00 |       | 100 / 180 |         | Governo  | Governo maioritário |
| 1872 | John A. Macdonald   | 1.º | 123 100   | 38,66 / 100,00 | 4,13  | 100 / 200 | Estável | Governo  | Governo minoritário |
| 1874 | John A. Macdonald   | 2.º | 97 925    | 30,58 / 100,00 | 8,08  | 65 / 206  | 35      | Oposição | Oposição Oficial    |
| 1878 | John A. Macdonald   | 1.º | 229 151   | 42,06 / 100,00 | 11,48 | 134 / 206 | 69      | Governo  | Governo maioritário |
| 1882 | John A. Macdonald   | 1.º | 208 544   | 40,39 / 100,00 | 1,67  | 133 / 211 | 1       | Governo  | Governo maioritário |
| 1887 | John A. Macdonald   | 1.º | 343 805   | 47,41 / 100,00 | 7,02  | 123 / 215 | 10      | Governo  | Governo maioritário |
| 1891 | John A. Macdonald   | 1.º | 376 518   | 48,58 / 100,00 | 1,17  | 117 / 215 | 6       | Governo  | Governo maioritário |
| 1896 | Charles Tupper      | 1.º | 467 415   | 48,17 / 100,00 | 0,41  | 86 / 213  | 31      | Oposição | Oposição Oficial    |
| 1900 | Charles Tupper      | 2.º | 438 330   | 46,10 / 100,00 | 2,07  | 79 / 213  | 7       | Oposição | Oposição Oficial    |
| 1904 | Charles Tupper      | 2.º | 470 430   | 45,94 / 100,00 | 0,16  | 75 / 214  | 4       | Oposição | Oposição Oficial    |
| 1908 | Robert Borden       | 2.º | 539 374   | 46,21 / 100,00 | 0,27  | 85 / 221  | 6       | Oposição | Oposição Oficial    |
| 1911 | Robert Borden       | 1.º | 632 539   | 48,90 / 100,00 | 2,69  | 132 / 221 | 47      | Governo  | Governo maioritário |
| 1917 | Robert Borden       | 1.º | 1 070 694 | 56,93 / 100,00 | 8,03  | 153 / 235 | 21      | Governo  | Governo maioritário |
| 1921 | Arthur Meighen      | 2.º | 935 651   | 29,95 / 100,00 | 26,9  | 49 / 235  | 104     | Oposição | Oposição Oficial    |
| 1925 | Arthur Meighen      | 1.º | 1 454 253 | 46,13 / 100,00 | 16,18 | 115 / 245 | 66      | Governo  | Governo minoritário |
| 1926 | Arthur Meighen      | 1.º | 1 476 834 | 45,34 / 100,00 | 0,79  | 91 / 245  | 24      | Oposição | Oposição Oficial    |
| 1930 | R. B. Bennett       | 1.º | 1 863 115 | 47,79 / 100,00 | 2,45  | 135 / 245 | 44      | Governo  | Governo maioritário |
| 1935 | R. B. Bennett       | 2.º | 1 290 671 | 29,84 / 100,00 | 17,95 | 39 / 245  | 96      | Oposição | Oposição Oficial    |
| 1940 | Robert James Manion | 2.º | 1 348 260 | 30,41 / 100,00 | 0,57  | 39 / 245  | Estável | Oposição | Oposição Oficial    |